# Manaus Futebol Clube
El Manaus Futebol Clube es un equipo de fútbol de Brasil que juega en el Campeonato Brasileño de Serie D, la cuarta división de fútbol en el país.

## Historia
Fue fundado el 5 de mayo de 2013 en la ciudad de Manaos del Amazonas por un grupo de ex-dirigentes de equipos del estado como un proyecto de Luiz Mitoso, quien fue presidente del Nacional Futebol Clube de Amazonas de 2009 a 2013 cuando se desligó de ese equipo.
Ese mismo año se integró a la segunda división del Campeonato Amazonense, donde ganó el título y logró el ascenso a la primera división estatal para 2014. Tres años después consigue el título del Campeonato Amazonense y con ello logró clasificar a la Copa de Brasil, al Campeonato Brasileño de Serie D y a la Copa Verde para la temporada 2018; destacando en la Serie D donde estuvo en la fase de cuartos de final del ascenso donde fue eliminado por la SID y en la Copa Verde fue eliminado en las semifinales.
En 2018 ganó el Campeonato Amazonense por segunda ocasión y vuelve a clasificar a la Copa de Brasil y al Campeonato Brasileño de Serie D para 2019.
En 2019 llega a la final del Campeonato Brasileño de Serie D, lo que le da el ascenso al Campeonato Brasileño de Serie C por primera vez.

## Entrenadores
- Luizinho Vieira (diciembre de 2020–mayo de 2021)[10][11]
- Diego Martins (interino- mayo de 2021)[11]
- Marcelo Martelotte (mayo de 2021–julio de 2021)[12][13]
- Evaristo Piza (julio de 2021–junio de 2022)[14][15]
- João Brigatti (junio de 2022–julio de 2022)[16][17]
- Evaristo Piza (julio de 2022–agosto de 2022)[17][2]

## Palmarés
- Campeonato Amazonense: 5

2017, 2018, 2019, 2021, 2022
- Amazonense Serie B: 1

2013